# Daniel Chee Tsui
Daniel Chee Tsui (n. 28 februarie 1939, Baofeng⁠(d), 河南省⁠(d), Republica Populară Chineză) este un fizician american de origine chineză, laureat al Premiului Nobel pentru Fizică în 1998 împreună cu Robert B. Laughlin și Horst Störmer pentru descoperirea unei noi forme de fluid cuantic ale cărui stări excitate au sarcină fracționară.